# 푸른늑대회
푸른늑대회는 대한민국의 시민운동 단체이며 기회적 양성평등을 실현하겠다는 목적으로 설립된 단체이다. 발족 이후 성 관련 법률 및 생활 지원 서비스를 제공하고, 여성가족부 폐지와 군 가산점제 부활, 성매매 특별법 등의 폐지를 요구하는 운동을 벌여왔다.

## 설립 배경
양성 평등과 여성 권리 향상과 동시에 일부 남성에 대한 역차별, 군 가산점 폐지, 여성 특혜, 성범죄 무고 여성 등의 등장으로 이들을 구제할 목적으로 2008년 1월 여성부 폐지 운동, 여성부 반대 운동을 벌이던 성재기, 김동근, 손승민 등에 의해 서울특별시 강남구 삼성동 142-3 엘지에클라트 B동 324호에서 공식 발족되었다. 설립 배경에 대해 성재기는 '약자가 될 수 있다는 인식을 가지고 있는 남자'들이 있으며 그 남자들이 쉽게 할 수 없는 목소리를 대신 해주는 단체라고 밝혔다.

## 활동
- 2008년: 군 가산점 부활과 병역 보상 방안 마련을 촉구하다.
- 2008년 2월 : 여성가족부 폐지 안건을 대통령직 인수위원회에 넣다.
- 2010년 7월 : 강용석 발언 파문에 대한 입장을 밝히고, 말 한마디로 국회의원직, 당직 박탈은 가혹하다고 주장하다.
- 2011년: 너는 펫 상영금지 가처분 신청을 하다.
- 2011년: SC제일은행 '남편보다 나은 이벤트' 시정 요청을 하다.
- 2011년: 강용석의 아나운서 관련 발언이 1년 이상 계속되자 그에 대한 입장을 추가적으로 밝히다.
- 2011년: 예비군의 현역 복무부대 동원지정제도에 반대하다.
- 2011년 5월 ~ 12월 : 고려대 의대생 성추행 사건의 피의자 배모 씨의 혐의점이 불분명하다고 하여, 무죄를 주장하였다.
- 2011년: 성매매 특별법을 비판하고 폐지를 주장하다.
- 2012년: 대한민국 여성가족부의 ‘가족’ 명칭에 대해 여성 위주의 정책만 한다 하여 가족명칭 박탈 소송을 벌였다.
- 2012년: 제천여성도서관이 남성차별이라고 하여, 제천여성도서관 앞에서 항의 시위를 하였다.
- 2012년 3월 : 불스원샷 남성 폄하광고 폐지시킴
- 2012년 6월 : 웅진식품 하늘보리 광고 시정
- 2012년 7월 : 7월 1개월간 3회에 걸쳐 제천여성도서관 진입시위
- 2012년: 대한민국 제18대 대통령 선거에서 새누리당 박근혜 후보를 지지하는 성명을 발표하였다.
- 2012년 11월 : 롯데월드 여우들 모여 이벤트 중지 요청
- 2012년 11월 : 올림픽 수영장 평일 오전 여성전용 운영관련건의
- 2012년 12월 : 서강대학교 여성전용 휴게실 운영관련 건의및 로복과 토크쇼를 진행
- 2013년 1월 : 제천여성도서관 -> 제천 공공도서관 명칭변경
- 2013년 1월 : 대구지하철 여성전용칸 철폐시킴
- 2013년 1월 : 대한민국 정부의 여성기업제품 구매의무화 철회요청
- 2013년 2월 : 대림미술관 화장실문 부착광고시정
- 2013년 3월 : 경기도 버스 여성전용좌석 폐지 운동 주도
- 2013년 5월 2일 ~ 5월 16일 : 아모레퍼시픽 미쟝센의 광고 문구 중 '어린 수컷들이여 스타일 반전의 기회에 동참하라'는 구절에 문제가 있음을 지적, 양성평등연대(구 남성연대) 대표 명의로 광고문구 삭제 혹은 수정을 요청, 5월 16일 아모레퍼시픽 미쟝센에서는 문제가 된 '어린 수컷들'을 '어린 형제들'로 개정하였다.
- 2013년 7월 : 양성평등연대(구 남성연대) 상임대표 성재기가 국민들의 관심과 지원을 목적으로 7월 26일 오후 3시경 서울 마포대교에서 한강에 투신했다.
- 2013년 10월 : 싱글대디 김장김치 배달사업을 재개하다.
- 2014년 3월 11일 : 양성평등연대(구 남성연대)공동대표 김인석의 개인적 사유로 인하여 남성연대 대표직을 사임했다.
- 2014년 3월 12일 : 양성평등연대(구 남성연대)공동대표 김동근이 공동대표 김인석의 사임으로 단독대표체계를 발표했다.

### 대표적 캠페인
- 2011년 11월 ~ 2012년 1월 : 예비군의 현역 복무부대 동원지정제도에 반대 운동
- 2011년: SC제일은행 '남편보다 나은 이벤트' 시정 요청 항의집회
- 2011년: 고려대 의대생 성추행 사건 무죄 탄원 캠페인
- 2012년 5월 : 어버이날 법정 공휴일로 지정 촉구
- 2012년 7월 : 제천여성도서관 남녀 역차별 항의 집회
- 2012년 : 대선기간 중 여성가족부 폐지 요구 집회
- 2012년 1월 : 각 보험사의 무직여성은 제외한 채 무직남성만 위험 1등급으로 지정한 것을 시정요청, 일부 보험사들은 시정함

### 공익 소송
- 2011년: 인권단체들과 함께 예비군의 현역 복무부대 동원지정제도에 반대, 철폐시켰다.
- 2011년: 굿보이 음원 상영금지 가처분 신청
- 2011년 11월 : 장근석 김하늘 주연 너는 펫, 남성비하 관련 상영금지 가처분 신청
- 2011년 5월 ~ 2012년 4월: 고려대 의대생 성추행 사건의 피의자 배모 씨의 무고를 주장하여 소송에 동참, 지원하였다.
- 2012년 1월: 대한민국 여성가족부의 ‘가족’ 명칭에 대해, 여성부의 여성 위주의 정책에 대한 비판과 함께 가족의 구성원은 남녀이나 여성가족부는 남성정책을 실시하지 않으므로 가처분 신청 소송을 추진하였다.
- 2012년 1월 6일 : 여성부 사무보조원 합격자 남성배제 관련 시정요청
- 2012년 5월 : 백지영 굿보이 음원유통금지 가처분 신청

## 연혁
- 2006년 11월 28일: 반페미니즘남성해방연대 창립
- 2007년 1월 4일: 여성부 폐지 운동본부 창립
- 2008년 1월: 양성평등연대를 처음에 남성연대라는 이름으로 출범하고 상임대표로 성재기를 선출하였다.

## 역대 지도부

### 대표
- 성재기 2006년 11월 28일 ~ 2013년 7월 26일
- 한승오 2013년 7월 27일 ~ 2013년 8월 29일
- 황장수 2013년 8월 17일 ~ 2013년 9월 15일
- 김인석 2013년 9월 16일 ~ 2013년 11월 11일 (단독), 2013년 11월 12일 ~ 2014년 3월 11일 (공동)
- 김동근 2013년 11월 12일 ~ 2014년 3월 11일 (공동), 2014년 3월 12일 ~ , (단독)
- 박형준 2014년 3월 12일 ~

## 평가
씨네21에서 영화감독 이송희일은 반여성주의와 관련하여 "이제 대놓고 여성을 차별한다고 말하지 않는다. 오히려 지금은 여성우대사회이며, 남성들의 인권을 보호하기 위해 '남성연대' 같은 조직의 필요성을 역설하기도 한다”고 남성연대를 언급하였다.
일각에서는 남성이 "뒤처지고 있다는 불안감이 분노로 표출된다"면서, 남성연대의 활동에 대하여 "남성의 부진을 분노로 풀어내며, 여성에 대한 극도의 혐오감을 표출한다"고 평가하며, 또 다른 일각에서는 "남성연대가 소외된 남성들의 목소리를 드러내겠다는 점은 긍정적"이라면서도, 남성연대가 언급한 여성 정책들에 대해서는 "정부나 지자체가 여성의 낮은 사회적 지위를 고려해 만든 것들인데 그에 대한 비판을 무작정 '여성'이라는 존재에 쏟아 붓는 것도 대상을 잘못 선정한 비논리적 분노표출일 뿐"이라는 비판하였다.

## 기타
한때 남성연대는 그동안 여성가족부의 관리·감독을 피한다는 이유로 시민단체에 지원되는 정부보조금을 거부해온 것으로 알려졌었다. 초대 대표 성재기는 시민단체 등록 시 행정자치부나 보건복지부가 아닌 여성가족부의 예하에 들어야 된다는 답변을 계속 듣자, 결국 그는 숙고끝에 정부지원을 포기하기로 결심하였다. 이는 그의 계승자들에게로 이어졌다.
또한 성범죄 피해자, 성범죄 누명 피해자들을 만나 상담도 한다.
이 단체의 초기명인 남성연대(男性連帶)와 같은 이름의 또다른 남성 인권 운동단체인 남성연대(男性連帶)는 1998년 대한민국의 남성운동가 정채기 등이 세운 시민단체였으나 곧 해체되었다.

## 같이 보기
| - 남성주의 - 반여성주의 - 서정범 성추행 루머 사건 - 남자만의 병역의무 부과 사건 - 고려대 의대생 성추행 사건 - 성재기 | - 정채기 - 셧다운제 - 아청법 - 보헤미안 클럽 - 대한민국 여성부 |